# جشنواره فیلم جوانان شوکوموشن
جشنواره بین‌المللی فیلم جوانان شوکوموشن (به انگلیسی: Showcomotion Young People's Film Festival) جشنواره‌ای است که از ۳۰ ژوئن تا ۹ ژوئیه، به مدت ۱۰ روز در شهر شفیلد انگلستان برگزار می‌شود. 
این جشنواره محلی برای نمایش فیلمهای سینمایی، ویدئویی و تلویزیونی با موضوع کودکان و نوجوانان است.
علاوه بر بخش رقابتی، جشنواره شوکوموشن در قسمت‌های جنبی کارگاه‌های آموزشی ده روزه کارتون برای ۱۱ و ۸ ساله، آثار انیمیشن مختص سنین ۱۸ - ۱۴، کارگاه طرح و ایده فیلمنامه‌های کوتاه مخصوص ۱۸ - ۱۴ ساله‌ها و بخش چگونه برای خود ایستگاه رادیویی اینترنتی بسازیم فعالیت گسترده‌ای دارد.